# Agrilus neabditus
Agrilus neabditus é uma espécie de inseto do género Agrilus, família Buprestidae, ordem Coleoptera.
Foi descrita cientificamente por Knull, em 1935.